# Протуберация
Протуберация (от лат. protuberantia — «выпуклость», «выступ») — анатомический термин, обозначающий естественное возвышение или выступ на поверхности органа, кости или ткани.

## Этимология
Термин происходит от латинского слова protuberantia, образованного от глагола protuberare («выпячиваться», «выступать»), где pro- — приставка со значением «вперёд» и tuber — «шишка», «опухоль», «возвышение».

## Применение в анатомии
В анатомической терминологии протуберации представляют собой костные выступы, служащие местами прикрепления мышц, связок и других структур. Наиболее известные протуберации включают:

### Протуберации черепа
- Наружная затылочная протуберация (лат. protuberantia occipitalis externa) — выступ на наружной поверхности затылочной кости, к которому прикрепляется выйная связка
- Внутренняя затылочная протуберация (лат. protuberantia occipitalis interna) — выступ на внутренней поверхности затылочной кости, место соединения венозных синусов

### Другие протуберации
- Подбородочная протуберация (лат. protuberantia mentalis) — возвышение в центре нижней челюсти, формирующее подбородок
- Большеберцовая протуберация (лат. tuberositas tibiae) — костный выступ на передней поверхности большеберцовой кости

## Клиническое значение
Протуберации служат важными анатомическими ориентирами при проведении клинических исследований, хирургических вмешательств и лучевой диагностики. Изменения в размере, форме или положении протубераций могут указывать на патологические процессы, включая травмы, воспалительные заболевания или новообразования.